# Zenodoro (matemático)
Zenodoro (em grego: Ζηνόδωρος; ca. 200 a.C. — ca. 140 a.C.) foi um matemático  da Grécia Antiga.
Zenodoro de Paiania era um matemático, fundador da teoria das figuras isoperimétricas em geometria. Ele viveu durante o final do século III AC e ensinou no Museu de Alexandria, instituição religiosa e científica que existiu na cidade de Alexandria.
Zenodoro esteve ativo alguns anos após a morte de Arquimedes, cujo trabalho era a "Medição do Círculo"(citação). Zenodoro provém de uma família rica de Atenas. Acredita-se que ele também era um filósofo epicurista.
Zenodoro introduziu pela primeira vez o conceito de figuras isoperimétricas na geometria. Seu trabalho sobrevive no tratado Nas figuras isoperimétricas, cujos trechos estão contidos nas obras de Pappus de Alexandria, Proclus e Theon. Zenodorus provou que “Entre todos os triângulos de mesmo perímetro, o que tem maior área é o triângulo equilátero.”
Não se sabe se Zenodoro escreveu outros tratados, pois nada mais sobreviveu do seu trabalho. No entanto, sua influência na geometria é evidente pelo facto de ele ser mencionado por numerosos matemáticos como Diocles, Theon, Proclus, Eutocius, Simplicius, além de vários matemáticos árabes. 
Não surpreende que o trabalho de Zenodoro tenha tido um impacto importante nos matemáticos dos séculos XVIII, XIX e XX. Seu trabalho abriu o caminho para a descoberta da área da matemática conhecida como cálculo de variações. Vale ressaltar que as grandes mentes matemáticas da história reconhecem Zenodoro como uma figura importante no avanço da matemática. Em uma de suas cartas a Leonhard Euler, Joseph-Louis Langange caracteriza Zenodoro como "o primeiro professor (τὸν πρῶτον διδάξαντα)", enquanto Constantine Caratheodory o considerava o Pai do Cálculo das Variações.